# Saison 2025-2026 du Tottenham Hotspur FC
Maillots
Chronologie
Saison précédente Saison suivante
La saison 2025-2026 du Tottenham Hotspur FC est la 34e saison du club en Premier League et la 48e saison consécutive dans l'élite du football anglais. Cette saison, Tottenham participe en plus de la Premier League à la FA Cup et à la Carabao Cup. Les Spurs prendront également part à la campagne de Ligue des champions 2025-2026 ainsi qu'à la Supercoupe d'Europe 2025 grâce à leur victoire en Ligue Europa la saison précédente.
Thomas Frank est nommé entraîneur des Spurs le 12 juin 2025 par la direction du club. Cette décision à l'intersaison fait suite au licenciement d'Ange Postecoglou le 6 juin 2025.

## Transferts
| Nom                   | Poste             | Nationalité  | Transfert      | Indemnité        | Mercato       | Provenance/Destination | Division             |
| Arrivées              |                   |              |                |                  |               |                        |                      |
| Kevin Danso           | Défenseur         | Autriche     | Transfert      | 25 millions d'€  | Mercato d'été | RC Lens                | Ligue 1              |
| Mathys Tel            | Attaquant         | France       | Transfert      | 35 millions d'€  | Mercato d'été | Bayern Munich          | Bundesliga           |
| Luka Vušković         | Défenseur         | Croatie      | Transfert      | 14 millions d'€  | Mercato d'été | Hajduk Split           | Prva HNL             |
| Kōta Takai            | Défenseur         | Japon        | Transfert      | 5,8 millions d'€ | Mercato d'été | Kawasaki Frontale      | J1 League            |
| Mohammed Kudus        | Attaquant         | Ghana        | Transfert      | 60 millions d'€  | Mercato d'été | West Ham United        | Premier League       |
| João Palhinha         | Milieu de Terrain | Portugal     | Prêt           | -                | Mercato d'été | Bayern Munich          | Bundesliga           |
| Départs               |                   |              |                |                  |               |                        |                      |
| Pierre-Emile Højbjerg | Milieu de terrain | Danemark     | Transfert      | Inconnue         | Mercato d'été | Olympique de Marseille | Ligue 1              |
| Fraser Forster        | Gardien de but    | Angleterre   | Fin de contrat | -                | Mercato d'été | -                      | -                    |
| Sergio Reguilón       | Défenseur         | Espagne      | Fin de contrat | -                | Mercato d'été | -                      | -                    |
| Alfie Whiteman        | Gardien de but    | Angleterre   | Fin de contrat | -                | Mercato d'été | -                      | -                    |
| Damola Ajayi          | Attaquant         | Angleterre   | Prêt           | -                | Mercato d'été | Doncaster Rovers       | League One           |
| Alejo Véliz           | Attaquant         | Argentine    | Prêt           | -                | Mercato d'été | Rosario Central        | Primera División     |
| Alfie Dorrington      | Défenseur         | Angleterre   | Prêt           | -                | Mercato d'été | Aberdeen FC            | Scottish Premiership |
| Ashley Phillips       | Défenseur         | Angleterre   | Prêt           | -                | Mercato d'été | Stoke City             | Championship         |
| Mikey Moore           | Attaquant         | Angleterre   | Prêt           | -                | Mercato d'été | Glasgow Rangers        | Scottish Premiership |
| Will Lankshear        | Attaquant         | Angleterre   | Prêt           | -                | Mercato d'été | Oxford United          | Championship         |
| Jamie Donley          | Milieu de terrain | Angleterre   | Prêt           | -                | Mercato d'été | Stoke City             | Championship         |
| Son Heung-min         | Attaquant         | Corée du Sud | Transfert      | 23 millions d'€  | Mercato d'été | Los Angeles FC         | MLS                  |
| Yang Min-hyeok        | Attaquant         | Corée du Sud | Prêt           | -                | Mercato d'été | Portsmouth FC          | Championship         |
| Alfie Devine          | Milieu de terrain | Angleterre   | Prêt           | -                | Mercato d'été | Preston North End      | Championship         |

- Kevin Danso, jouant avec les Spurs sous prêt du RC Lens depuis l'hiver 2024 est définitivement acheté par le club.

- Mathys Tel, jouant avec les Spurs sous prêt du Bayern Munich depuis l'hiver 2024 est également définitivement acheté par le club.

## Résultats

### Championnat

#### Classement
| Rang | Équipe            | Pts | J | G | N | P | Bp | Bc | Diff | Qualification ou relégation                                    |
| ---- | ----------------- | --- | - | - | - | - | -- | -- | ---- | -------------------------------------------------------------- |
| 1    | Manchester City   | 3   | 1 | 1 | 0 | 0 | 4  | 0  | +4   | Qualification pour la phase de ligue de la Ligue des champions |
| 2    | Sunderland AFC P  | 3   | 1 | 1 | 0 | 0 | 3  | 0  | +3   | Qualification pour la phase de ligue de la Ligue des champions |
| 3    | Tottenham Hotspur | 3   | 1 | 1 | 0 | 0 | 3  | 0  | +3   | Qualification pour la phase de ligue de la Ligue des champions |
| 4    | Liverpool FC T    | 3   | 1 | 1 | 0 | 0 | 4  | 2  | +2   | Qualification pour la phase de ligue de la Ligue des champions |
| 5    | Nottingham Forest | 3   | 1 | 1 | 0 | 0 | 3  | 1  | +2   | Qualification pour la phase de ligue de la Ligue Europa        |

#### Évolution au classement
| Journée   | 01 | 02 | 03 | 04 | 05 | 06 | 07 | 08 | 09 | 10 | 11 | 12 | 13 | 14 | 15 | 16 | 17 | 18 | 19 | 20 | 21 | 22 | 23 | 24 | 25 | 26 | 27 | 28 | 29 | 30 | 31 | 32 | 33 | 34 | 35 | 36 | 37 | 38 |
| --------- | -- | -- | -- | -- | -- | -- | -- | -- | -- | -- | -- | -- | -- | -- | -- | -- | -- | -- | -- | -- | -- | -- | -- | -- | -- | -- | -- | -- | -- | -- | -- | -- | -- | -- | -- | -- | -- | -- |
| Terrain   | D  | E  | D  | E  | E  | D  | E  | D  | E  | D  | D  | E  | D  | E  | D  | E  | D  | E  | E  | D  | E  | D  | E  | D  | E  | D  | D  | E  | D  | E  | D  | E  | D  | E  | E  | D  | E  | D  |
| Résultats | V  |    |    |    |    |    |    |    |    |    |    |    |    |    |    |    |    |    |    |    |    |    |    |    |    |    |    |    |    |    |    |    |    |    |    |    |    |    |
| Place     | 3e |    |    |    |    |    |    |    |    |    |    |    |    |    |    |    |    |    |    |    |    |    |    |    |    |    |    |    |    |    |    |    |    |    |    |    |    |    |
| Points    | 3  |    |    |    |    |    |    |    |    |    |    |    |    |    |    |    |    |    |    |    |    |    |    |    |    |    |    |    |    |    |    |    |    |    |    |    |    |    |

### Ligue des champions

#### Phase de ligue
Modèle:Classement Ligue des champions de l'UEFA 2025-2026

## Statistiques

### Meilleurs buteurs
|        | Num.   | Buteur           | Premier League | FA Cup | League Cup | Ligue des champions | Supercoupe d'Europe | Total |
| ------ | ------ | ---------------- | -------------- | ------ | ---------- | ------------------- | ------------------- | ----- |
| 1      | 9      | Richarlison      | 2              | 0      | 0          | 0                   | 0                   | 2     |
| 2      | 17     | Cristian Romero  | 0              | 0      | 0          | 0                   | 1                   | 1     |
| 2      | 22     | Brennan Johnson  | 1              | 0      | 0          | 0                   | 0                   | 1     |
| 2      | 37     | Micky van de Ven | 0              | 0      | 0          | 0                   | 1                   | 1     |
| TOTAUX | TOTAUX | TOTAUX           | 3              | 0      | 0          | 0                   | 2                   | 5     |

### Meilleurs passeurs
|        | Num.   | Passeur         | Premier League | FA Cup | League Cup | Ligue des champions | Supercoupe d'Europe | Total |
| ------ | ------ | --------------- | -------------- | ------ | ---------- | ------------------- | ------------------- | ----- |
| 1      | 20     | Mohammed Kudus  | 2              | 0      | 0          | 0                   | 0                   | 2     |
| 2      | 23     | Pedro Porro     | 0              | 0      | 0          | 0                   | 1                   | 1     |
| 2      | 29     | Pape Matar Sarr | 1              | 0      | 0          | 0                   | 0                   | 1     |
| TOTAUX | TOTAUX | TOTAUX          | 3              | 0      | 0          | 0                   | 1                   | 4     |